# Capacidade pulmonar
O volume total de ar do sistema respiratório é a capacidade pulmonar total (CPT) e corresponde, num adulto, a dividido ou menos 6,5 litros e numa criança cerca de 2 litros.
Apesar desse volume, a cada movimento respiratório normal de uma pessoa em repouso, os pulmões trocam com o meio exterior apenas 0,5 litros de ar, que é chamado de volume ou ar corrente.
Apenas cerca de 75% desse volume de ar chega aos alvéolos, ficando o restante nas vias aéreas (traquéia, brônquios e bronquíolos), o chamado espaço morto, pois não ocorrem trocas gasosas.
Ao realizar uma inspiração forçada e em seguida uma expiração também forçada, máxima, o volume de ar que expelimos pode chegar a cerca de 4,5 ou 5 litros. Esse volume é a capacidade vital, que pode ser medida  num aparelho especial, o espirômetro. No entanto, mesmo uma expiração forçada, por mais intensa que seja, não permite um esvaziamento completo dos pulmões, sobrando sempre neles um certo volume de ar residual, entre 1,4 a 1,5 litros.